# معركة ليبانتو
معركة ليبانتو هي معركة بحرية وقعت في 7 أكتوبر- 1571 بين العثمانيين وتحالف أوروبي، وقد انتهت بهزيمة العثمانيين.

## ما قبل المعركة
كانت الدولة العثمانية عند وفاة السلطان سليمان القانوني قد بلغت أقصى اتساعها وخاضت الحروب في ميادين الشرق والغرب وحققت لها هيبة كبيرة في العالم، وبقدر هذه الهيبة الكبيرة كان لها أعداؤها الأقوياء الذين ينتظرون أي بادرة ضعف حتى ينالوا منها.
وعندما جلس سليم الثاني على العرش خلفا لوالده القانوني في ربيع 974هـ/ أيلول/سبتمبر 1566 ظهر بعض التمرد في الدولة، فقامت حركة تمرد في اليمن سنة 1567 استطاعت حصر العثمانيين في الشريط الساحلي، ولم يستطع العثمانيون إعادة سيطرتهم على اليمن إلا بعد عامين.
وظهرت في تلك الفترة في أروقة الدولة العثمانية كثير من المشاريع الكبيرة التي استهلكت الكثير من الوقت من الدولة دون أن توضع موضع التنفيذ، أو ربما تعرضت للفشل، حيث فكرت الدولة في فتح قناة السويس بين البحر الأبيض والبحر الأحمر لإعادة حركة التجارة العالمية من رأس الرجاء الصالح الذي سيطرت عليه البرتغال إلى طريق التجارة القديم.
كما شرعت الدولة سنة 1569 في فتح قناة بين نهري الدون والفولجا وتأمين المرور بين البحر الأسود وبحر الخزر، حيث إن هذه القناة ستربط تركيا بمنطقة تركستان وتحول دون تهديد الروس والإيرانيين لتركستان، ولذا قامت الدولة العثمانية بحملة عسكرية على «إمارة أسترخان» لكن فتح هذه القناة المهمة لم يؤخذ مأخذ الجد نظرا لوجود مصالح لحكام الأقاليم تتعارض مع شق مثل هذه القناة، وأكد ذلك خان القرم بقوله: «عندما تبدأ الجنود العثمانية القدوم إلى الأراضي القبجاقية وشيروان (منطقة أوكرانيا وشمال أذربيجان حاليا) فسوف لا تبقى هناك قيمة للتتر ويحتمل أن تذهب قرم (أوكرانيا) من أيدينا».
كان العثمانيون رغم المشاريع الكبيرة التي أعلنوا عنها في تلك الفترة يركزون اهتمامهم على فتح جزيرة قبرص التي كانت عقبة كبيرة في طريق التجارة المنتعشة بين مصر وإسطانبول والتي يسيطر عليها البنادقة ويمارسون من خلالها بعض أعمال القرصنة البحرية، ولذا شرع العثمانيون في فتحها رغم إدراكهم أن فتح هذه الجزيرة سوف يؤدي إلى قيام تحالف مسيحي قوي ضدهم.

## بدأ وإستعداد المعركة
كانت قبرص تمثل أهمية خاصة للعالم المسيحي في صراعه مع الدولة العثمانية، وعندما علمت أوروبا بنوايا العثمانيين تجاه قبرص تحرك البابا بيوس الخامس وعقد معاهدة اتفاق ضد الدولة العثمانية في 25 أيار/مايو 1571 مع ملك إسبانيا والبندقية وبعض الدويلات المسيحية، وكان هذا الاتفاق المسيحي هو الاتفاق الثالث عشر الذي تعقده أوروبا ضد الدولة العثمانية منذ تأسيسها.
ونص الكتاب الذي أرسله البابا بيوس إلى ملك أسبانيا على «أنه لا توجد في العالم المسيحي أية دولة مسيحية يمكنها أن تقف بمفردها في مواجهة الدولة العثمانية ولذا فالواجب على كافة الدول المسيحية أن تتحد لكسر الغرور التركي»، وهكذا بدأ يتشكل الائتلاف المسيحي لحرب الدولة العثمانية.
واستطاعت أجهزة المخابرات العثمانية في البندقية وروما أن ترصد هذا الاتفاق وهو في طور التكوين وأبلغت به إستانبول، وتحرك الأسطول العثماني للبحث عن الأسطول الصليبي وإبادته، وتحرك الوزير العثماني برتو باشا قائد الأسطول لتنفيذ تلك المهمة.
كان التحالف المسيحي القوي الذي تغذية مشاعر الكراهية للدولة العثمانية يتمتع بأسطول على قدر كبير من القوة والخبرة في القتال البحري والكثافة في عدد السفن ووجود عدد من كبار قادة البحر، فكان الأرمادا (الأسطول) يضم 295 سفينة و30 ألف جندي و16 ألف جداف و208 سفن حربية، وكان القائد العام للأسطول هو دون خوان وهو ابن غير شرعي للإمبراطور الأسباني كارلوس الثاني وهو من كبار قادة البحر.
أما الأسطول العثماني في البحر المتوسط والبالغ حوالي 400 سفينة فقد توزعت سفنه عند حلول فصل الخريف إلى عدد من القواعد، وبقيت حوالي 184 سفينة تحت قيادة برتو باشا ومؤذنزاده علي باشا وذهبت هذه السفن إلى ميناء "إينبختي" أو "ليبانت (وكان ميناء عثمانيا في اليونان على خليجي باتراس-كورنثوس).
وعندما حل فصل الشتاء على السفن التي يقودها برتو باشا بدأ الضباط في التسرب لقضاء الشتاء بعدما رؤوا السفن العثمانية ألقت مراسيها في إينبختي ظنا منهم أنه لن يوجد قتال في هذا الموسم، ولم تظهر من برتو أو مؤذنزاده علي باشا قدرة على ضبط الأسطول، إضافة إلى أنه كان يوجد عدد من السفن في حاجة إلى إصلاح، كما أن جدافة الأسطول العثماني كانوا من المسيحيين.
وكانت النقطة المهمة في الأمر أن القائدين برتو باشا ومؤذنزاده علي باشا لم يكونا من القادة البحريين ولكنهما من قادة الجيش البري وتوليا مهمة قيادة الأسطول منذ فترة وجيزة، وكان يوجد بعض القادة البحريين في الأسطول العثماني مثل حسن باشا الذي يبلغ من العمر 71 عاما، وأولوج علي باشا ويبلغ من العمر 64 عاما لكن لم تكن لهما السيطرة على القرار

## سير المعركة
عندما اقترب الأسطول الصليبي من ميناء إينبختي الذي يرسو فيه الأسطول العثماني اجتمع برتو باشا مع كبار قادة البحر لبحث الموقف، وانفض هذا الاجتماع دون أن يتوصل القادة إلى خطة لمواجهة المعركة القادمة التي لا يفصل بينها وبينهم إلا وقت قصير.
وكانت المؤشرات تؤكد أن هناك ميلا لما يطرحه برتو باشا ومؤذنزاده علي باشا لمواجهة الموقف المتأزم على اعتبار أنهما المسئولين أمام الدولة في إستانبول.
وكان رأي القادة البحريين في الأسطول هو عدم الدخول في هذه المعركة -غير المتكافئة- إلا بعد أن تقصف مدافع القلاع العثمانية سفن العدو وتتلفها، وهو ما يعطي فرصة كبيرة لسفن الأسطول العثماني لتتبع ومطاردة الأسطول الصليبي، أو بمعنى آخر إنهاك الأسطول الصليبي قبل بدء المعركة ثم الانقضاض عليه بعد ذلك. ولكن برتو باشا ومؤذنزاده علي باشا أعلنا أنهما تسلما أمرا بالهجوم على الأسطول الصليبي.
ولما رأى قادة البحر في الأسطول العثماني ذلك نصحوهما بأن يخرجا إلى القتال في البحار المفتوحة لأن ذلك يعطي الفرصة للسفن العثمانية بأن تقوم بالمناورة وأن تستخدم مدفعيتها القوية بكفاءة عالية ضد الأسطول الصليبي.
إلا أن برتو وغيره من القادة لم يستمعوا إلى هذه النصائح من أهل الخبرة في القتال البحري، وأعلن أنه سيقاتل بالقرب من الساحل، وقال: «أي كلب هو ذلك الكافر حتى نخافه؟» ثم قال: «إنني لا أخشى على منصبي ولا على رأسي، إن الأوامر الواردة تشير بالهجوم، لا ضير من نقص خمسة أو عشرة أشخاص من كل سفينة، ألا توجد غيرة على الإسلام؟ ألا يُصان شرف البادشاه؟!».
وكانت هذه المقولة تعبر عن الجهل بالحقائق ولا تعبر عن شجاعة أو حماسة دينية، إذ إنه من غير المعقول أن تدار حرب بحرية على الساحل، ومن ثم فقد كانت النتيجة في تلك المعركة محسومة لصالح الأسطول الصليبي قبل أن تبدأ.
اتسمت معركة ليبانت بالدموية والعنف الشديدين، فاستشهد قائد القوة البحرية مؤذنزاده علي باشا وابنه مع بداية المعركة كما أسر ابنه الثاني، وغرقت سفينة القيادة في الأسطول العثماني التي فيها برتو باشا وتم سحبها إلى الشاطئ بتضحيات كبيرة.
أما القائد البحري العثماني أولوج الذي كان يقود الجناح الأيمن فإنه لم يخسر أيا من سفنه البالغة 42 سفينة واستطاع أن يقضي على الأسطول المالطي بالكامل الذي يتكون من ست سفن واغتنم رايته، وعندما رأى أن الهزيمة تقع بالأسطول العثماني وأن تدخله لإنقاذه هو انتحار مؤكد، رأى أن من الحكمة الابتعاد عن الميدان حفاظا على بقية الأسطول والاستعداد لمعركة قادمة.
كانت الخسائر في تلك المعركة ضخمة للغاية لكلا الطرفين فقد خسر العثمانيون 142 سفينة بين غارقة وجانحة وأسر الصليبيون 60 سفينة عثمانية، واستولوا كذلك على 117 مدفعا كبيرا، و256 مدفعا صغيرا، كما تم تخليص 30 ألف جداف مسيحي كانوا في الأسر، وسقط من العثمانيين حوالي 20 ألف قتيل وأسير، من بينهم 3460 أسيرا، ومن بين الأسرى 3 برتبة لواء بحري، وحاز الصليبيون راية مؤذنزاده علي باشا الحريرية المطرزة بالذهب، وقد أعادها بابا روما إلى تركيا سنة (1385هـ= 1965م) كتعبير عن الصداقة بين الجانبين.
وقتل من الصليبيين حوالي 8 آلاف وسقط 20 ألف جريح، وأصيبت غالبية السفن المسيحية، وكان من بين الأسرى المسيحيين ميغيل دي ثيربانتس الذي فقد ذراعه الأيسر وعاش أسيرا في الجزائر وألف روايته المشهورة دون كيشوت.
والواقع أن خسائر العثمانيين المعنوية كانت أشد فداحة من خسائرهم المادية، حيث كانت تلك المعركة الكبيرة ذات مردود سلبي في علاقة الدولة العثمانية بالأوربيين فزال من نفوس الأوربيين أن الدولة العثمانية دولة لا تقهر، وهو ما شجع التحالفات الأوربية ضدها بعد ذلك، وظهرت المراهنات على هزيمتها.
ورغم هذا الانتصار الباهر للأوربيين في معركة ليبانت البحرية فإن الأوربيين لم يستطيعوا استغلال هذا الانتصار الكبير من الناحية الإستراتيجية، فقد استطاع العثمانيون بعد أقل من عام واحد على هذه الهزيمة بناء أسطول جديد كان أكثر قوة وعددا من الأسطول الذي تحطم في تلك المعركة، وهو ما أثبت أن الدولة العثمانية ما زالت تحتفظ بقوتها وأنها تستطيع في الوقت القليل تعويض الفاقد من قوتها وخسائرها نظرا لما تتمتع به الدولة من موارد وطاقات ضخمة.

## بناء الأسطول العثماني
ومن المفارقة أنه بينما كانت البندقية وغيرها من الدول التي شاركت في ليبانت يشربون كئوس الانتصار وينحتون التماثيل تخليدا لذلك الانتصار الكبير، كان العثمانيون يعملون على قدم وساق في بناء أسطولهم الجديد، حتى إن السلطان العثماني نفسه خصص جزءا من حديقته الخاصة لإنشاء مصنع لبناء 8 سفن جديدة، واستطاع العثمانيون خلال الشتاء الذي أعقب المعركة أن يشيدوا ما يقرب من 153 سفينة حربية.
ولم ينس العثمانيون تقوية الروح المعنوية لشعبهم، وتذكيرهم بأن خسارة معركة لا تعني بحال من الأحوال خسارة الصراع، ولذا قام أولوج علي باشا القائد البحري بالدخول إلى إستانبول بعد الهزيمة بحوالي شهرين في أسطول كبير مكون من 87 سفينة وتمت ترقيته إلى قائد القوات البحرية.
ولم يلبث أولوج علي باشا أن غادر إستانبول مع 245 سفينة في حزيران/يونيو 1572 للدفاع عن قبرص بعدما علم أن الأسطول الصليبي يسعى للاستيلاء عليها، وعندما رأى دون جون الأسطول العثماني متجها نحوه أدرك أنه ليس في استطاعته مقاتلته بعدما تمكن العثمانيون من تعويض خسائرهم. أما البابا بيوس الخامس فكتب إلى الشاه إسماعيل الصفوي وإلى إمام اليمن يطلب منهما التحالف لقتال الدولة العثمانية.
ولم تنس الدولة العثمانية القصاص لهزيمتها في ليبانت فعقدت معاهدة مع البندقية في 7 آذار/مارس 1573 تكونت من سبعة بنود، منها: أن تسدد البندقية إلى الدولة العثمانية 300 ألف ليرة ذهبية كغرامة حرب، وأن تعترف بالسيادة العثمانية على قبرص، وبعد أقل من عام قامت 220 سفينة عثمانية بتدمير سواحل إيطاليا الجنوبية.

## معرض صور

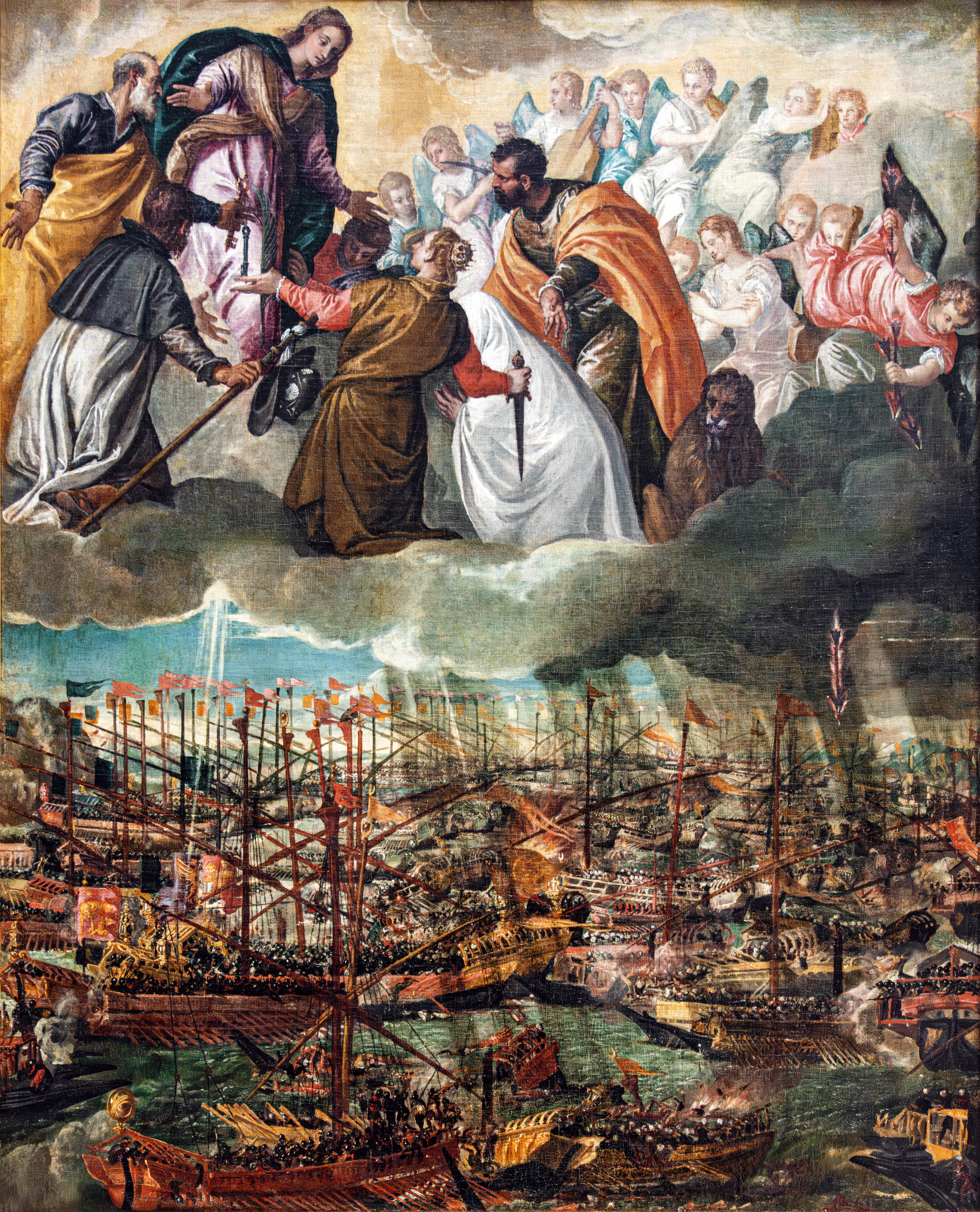
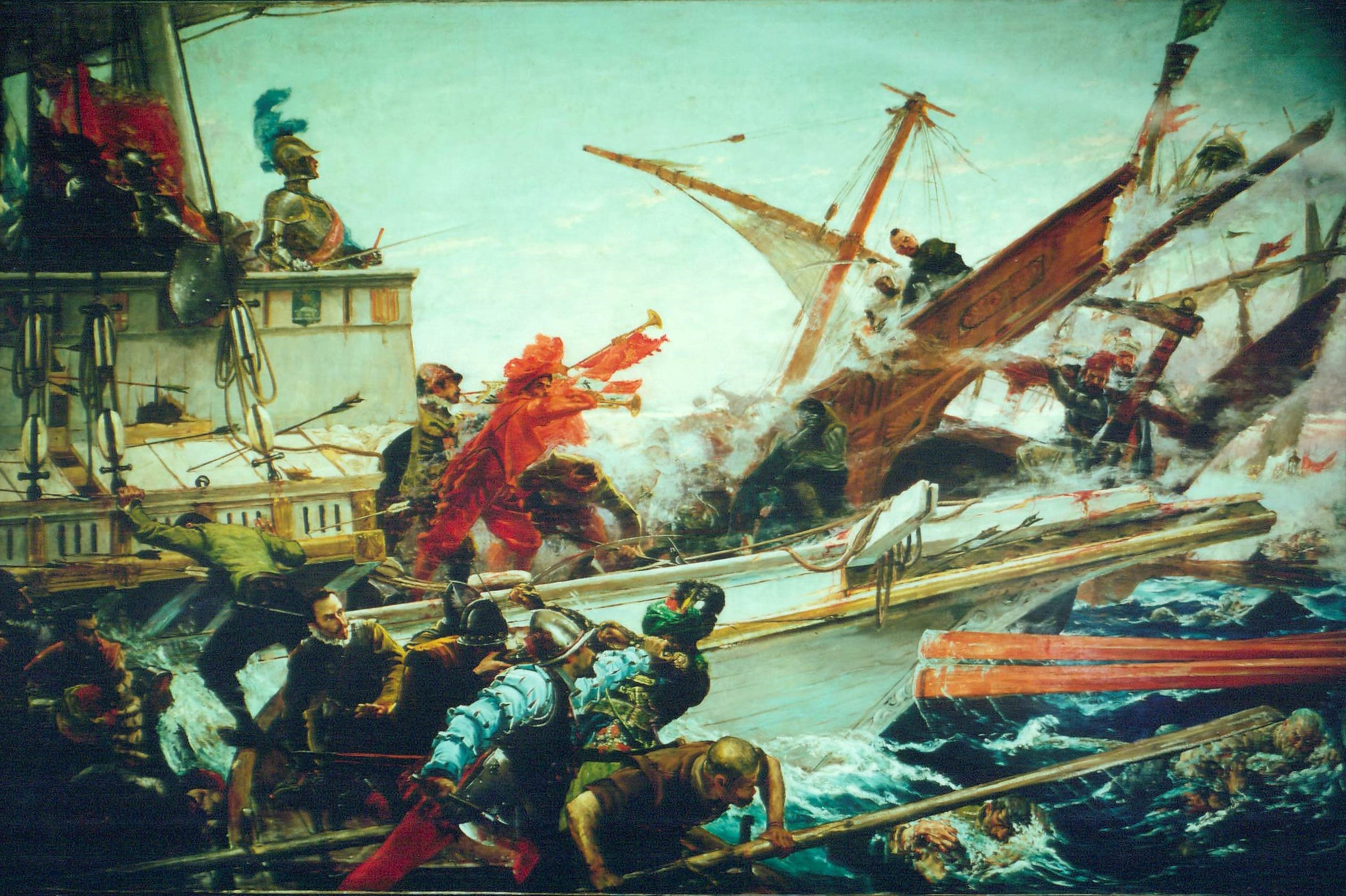
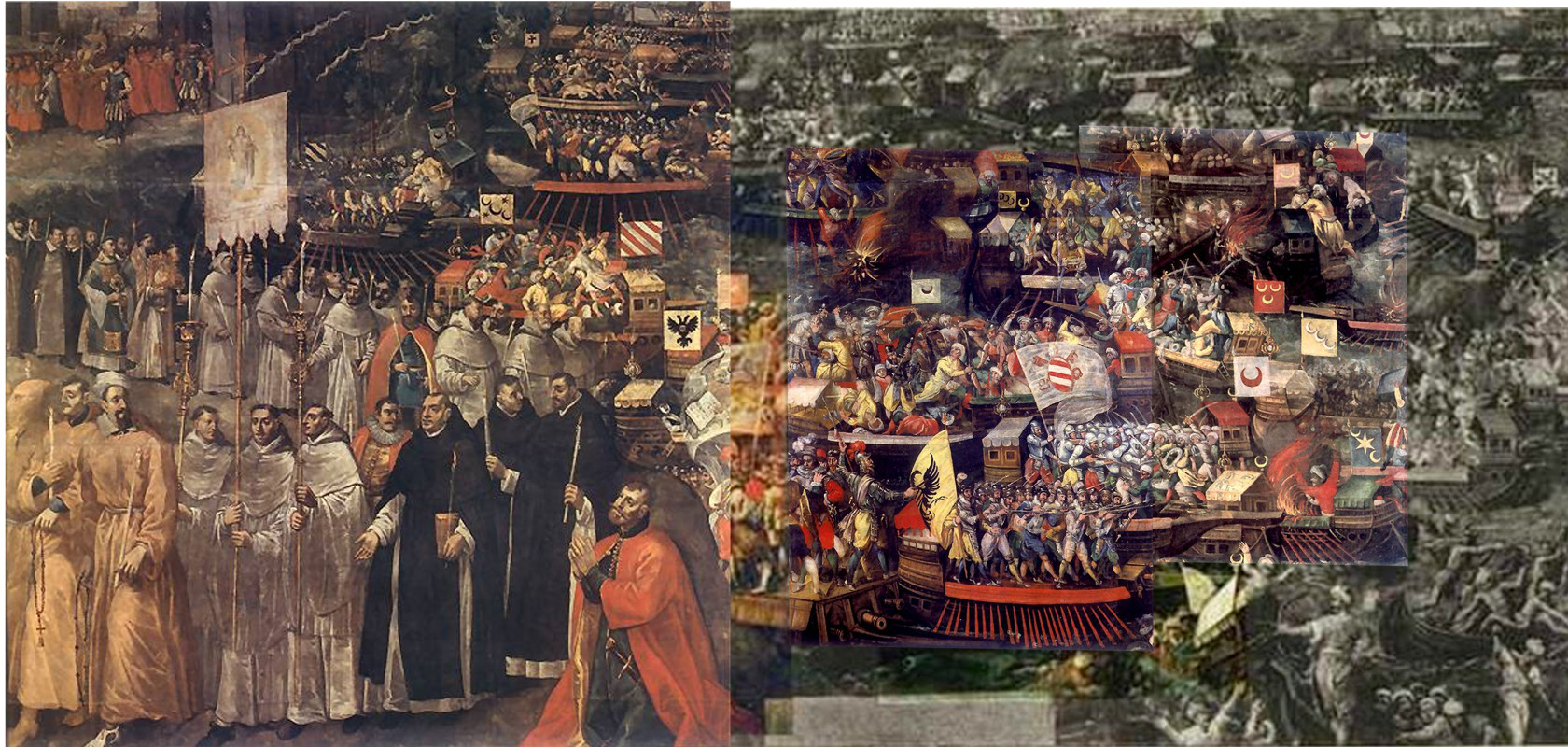
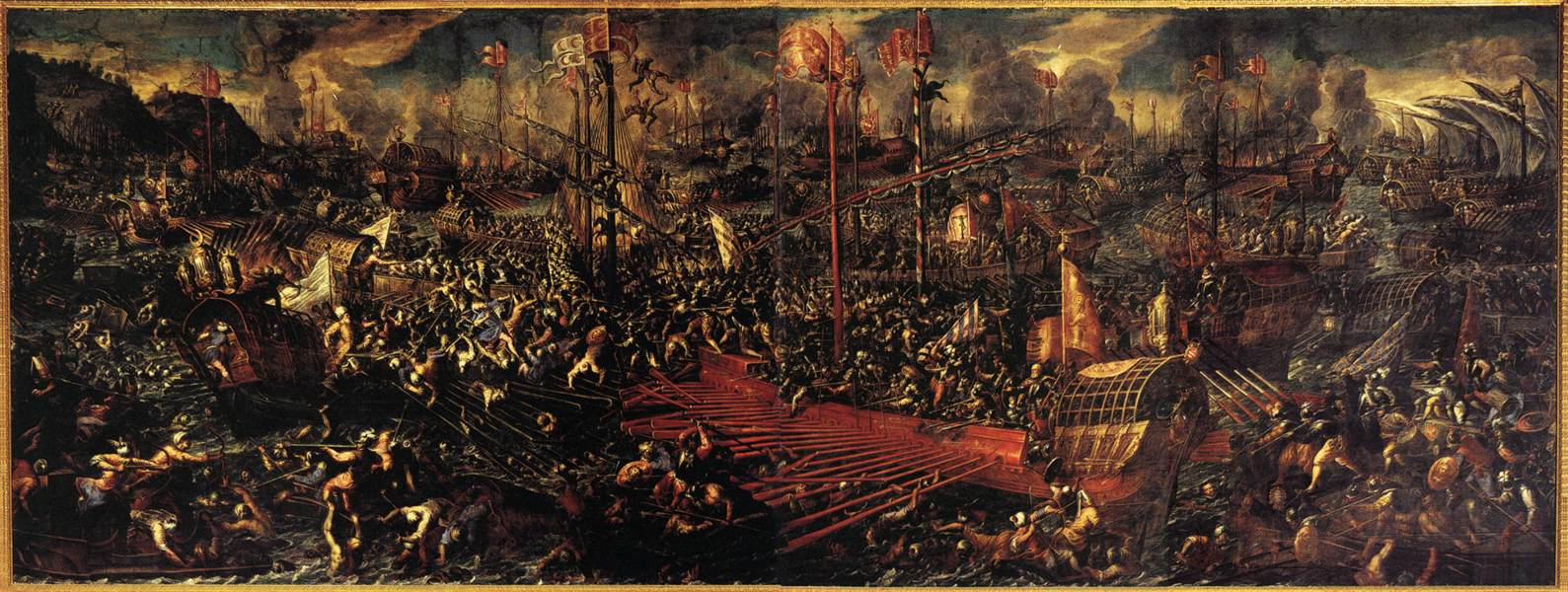
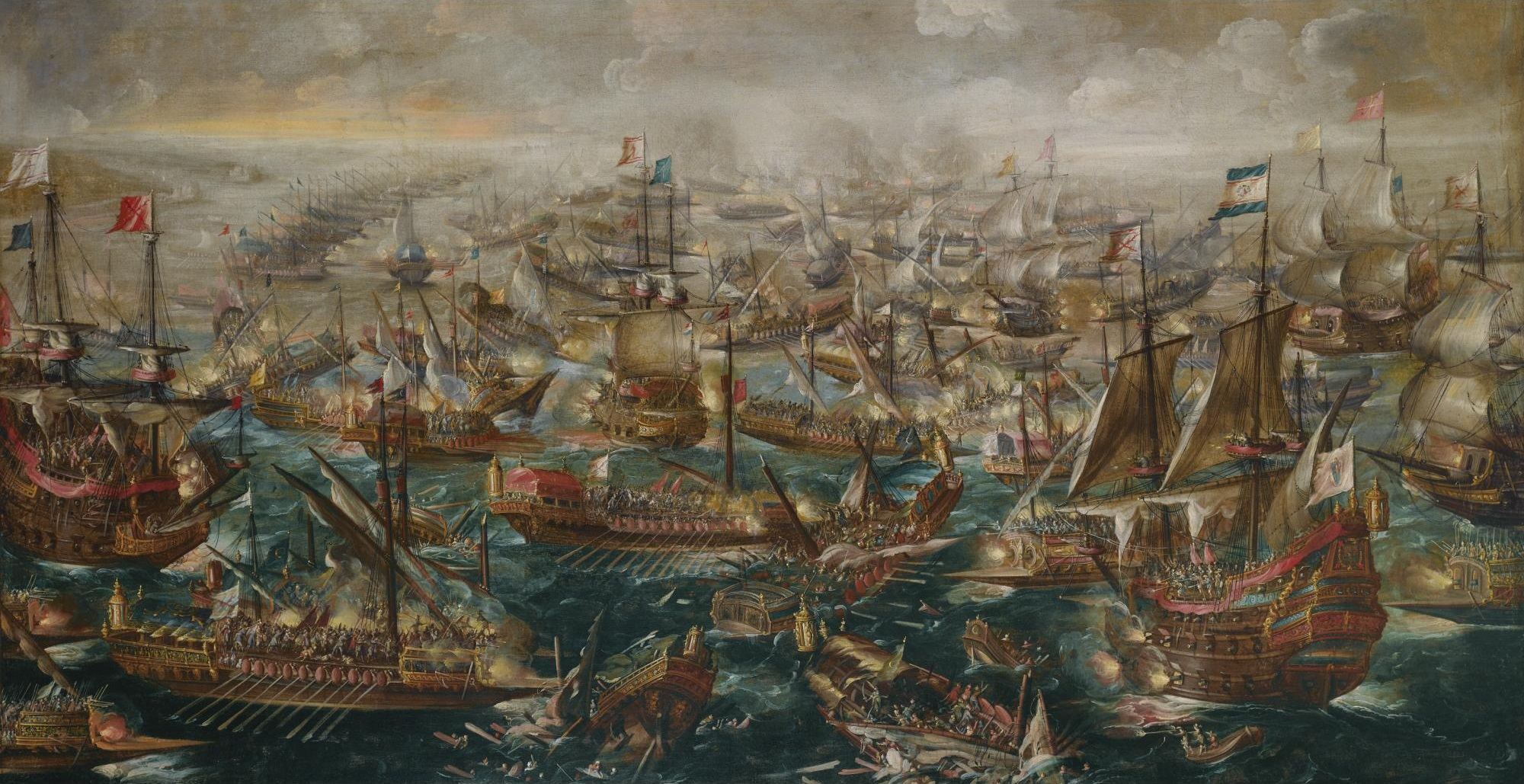